# 神戸ルミナリエ

神戸ルミナリエ（こうべルミナリエ、英:Kobe luminarie）は、1995年から冬場に神戸市の旧居留地で開催されている祭典および、開催期間中に電飾が施されているエリアの名称である。同年1月17日に発災した阪神・淡路大震災が神戸市内に甚大な被害をもたらしたことを背景に、震災の犠牲者を追悼することや、震災の記憶を後世に継承することを開催の目的に掲げている。
独特の幾何学模様で構成されたイルミネーション（電飾）を通りや広場へ展示することによって、昼間とは異なる風景を現出させていることが特徴。イタリア人のヴァレリオ・フェスティ（Valerio Festi）と神戸市在住の今岡寛和が第1回から共同でプロデュースを手掛けてきたが、2011年（第17回）および、2015年（第21回）以降はイタリア人デザイナーのダニエル・モンテベルデ（東京都在住）がプロデューサーを務めている。
2019年（令和元年）までは毎年12月に開催されていたが、2020年（令和2年）の初頭から新型コロナウイルス感染症が世界規模で流行している影響で、同年から2022年度（令和4年度）まで休止していた。ただし、2020年には、開催を予定していた期間（12月4 - 13日）に2点のイルミネーション作品を神戸市役所本庁舎南側の東遊園地（例年メイン会場として使用している公園）に展示。2021年（令和3年）には「ロソーネ まちなかミュージアム」、2022年（令和4年）には「カッサアルモニカ／音楽の宝箱」という代替行事を開催していた。
2023年度（令和5年度）から、祭典を本格的に再開した。再開に際しては、「震災の発災から2025年1月17日に30年を迎えることを見据えた実験的な取り組み」として、同日より後の時期（基本として1月下旬）に開催。会場や展示作品なども、休止前（2019年まで）から大幅に変更されている（詳細後述）。

## 概要
阪神・淡路大震災の発生を契機に、鎮魂と追悼、街の復興を祈念して震災で激減した神戸への観光客を呼び戻す目的で開催。発災した1995年から2019年までは、毎年開催されていた。
日本において、一般的に「ルミナリエ」とは、この祭典の事として著名ではあるが、語源のイタリア語では、「luminaria」の複数形「luminarie」であり、小電球などによる電飾（イルミネーション）の事を言う。商標としての「ルミナリエ」は株式会社アイ・アンド・エフにより商標登録（第4117138号ほか）されているが、「KOBEルミナリエ」のロゴは財団法人神戸国際観光コンベンション協会の登録商標（第4117139号ほか）である。
『ガレリア』と呼ばれる光の回廊はメインストリートである仲町通を貫いており、複数基のアーチを並べることで正面から見ると光のトンネルに見えるように設計されている。これは遠くからでも滑らかな視覚効果を上げるため、『フロントーネ』（ルミナリエの入口に当たる装飾）からの距離ごとにアーチ間の間隔は微妙に調整していた構造になっている。

## 歴史
1995年1月17日発災の阪神・淡路大震災で甚大な被害を受けた神戸市に「復興の灯」を灯す意図の下に、同年12月に第1回を開催。兵庫県から観光復興イベントリレー開催支援事業に認定されてはいたが、当初は震災犠牲者への鎮魂行事として、1回で終了する予定だった。しかし、神戸商工会議所の副会頭として12月5日の開幕式典に立ち会っていた太田敏郎（神戸市に本社があるノーリツの創業者・代表取締役社長＝肩書はいずれも当時）が、光の装飾に感涙したことをきっかけに、翌1996年以降も開催を継続することを提唱。100社以上の地元企業の社長への直談判を通じて協賛金を集めるなど、兵庫商工会議所ぐるみで推進役として尽力した結果、1996年に観光復興イベントリレー開催支援事業として第2回の開催に漕ぎ着けた。太田は、1997年以降も毎年のように地元企業からの協賛金集めに奔走したことから、「ルミナリエおじさん」と呼ばれた（2020年1月15日に92歳で永眠）。なお、1997年7月からは、神戸市から復興特定事業の新産業構造形成プロジェクトにも認定されている。
初年度は、1994年7月から9月にかけて和歌山県で開催された世界リゾート博で使用した電飾を使い、倉庫に保管していた部材を使用して、株式会社経営企画センターにより運営された。経営企画センターの代表取締役であった茶谷幸治によると原資となったのは、世界リゾート博の余剰金30億円。翌年の和歌山で計画されていたものが神戸の震災の鎮魂儀式として、結びついたという。
1996年、経営企画センターの社員であった今岡寛和がヴァレリオ・フェスティと共に株式会社アイ・アンド・エフを設立し独立。経営企画センターによる運営から、株式会社アイ・アンド・エフによる作品権利へと移行した。

## 開催状況
兵庫県・神戸市などが共同で設立した「神戸ルミナリエ組織委員会」が主催。西日本旅客鉄道（JR西日本）が、特別協賛社として名を連ねている。
当初から毎年12月に開催されているため、近年では「神戸の年末の風物詩」として定着している。当初の会期は2週間であったが、経費節減の影響で、2007年度から12日間、2015年度には10日間に短縮されている。
メイン会場は、旧居留地内の仲町通、および東遊園地。会期中は、「ガレリア」と呼ばれるアーチ状の電飾が、仲町通の夜を彩る。東遊園地では、「スパリエーラ」（光の壁）など、複数の作品が敷地を取り囲むように立てられる。かつては、山陽新幹線新神戸駅前、神戸ハーバーランド、異人館も、「サテライト会場」として一部の作品を設置していた。しかし、2005年以降は、会場を仲町通と東遊園地に集約。仲町通では、経費節減などの影響で、2015年と2016年は「ガレリア」の設置ゾーンを短縮していたが2017年からは短縮以前の設置ゾーンに戻った。
会場内では、歩行者は元町側から東遊園地方面への一方通行とする順路が設定されている。また、会場周辺の道路では、開場時間の前後に車両通行止などの交通規制を実施する。
東遊園地への順路については、開催当初、仲町通から東進するだけのルートを設定していた。しかし、隣接都市である明石市内で2001年に発生した明石花火大会歩道橋事故をきっかけに、会場全般の警備体制を強化。2005年以降は、元町駅周辺から仲町通にかけて、長い迂回ルートを設けている。実際には、警備関係者が来場者数に応じて、複数のルートを使い分けながら来場者を誘導する。
全国各地からルミナリエの観覧を目的とした団体旅行が主催されるほど認知度は高まったが、来場者の増加とともに警備費用も増加し、一方で周辺道路の渋滞や駐車場の混雑などによって一般客が敬遠したり、日帰りバス旅行の利用者は滞在時間が短いなど、周辺企業のクリスマス商戦に支障をきたすようになった。それらの問題点がひいては企業協賛金の減少というかたちで跳ね返ることもあり、2005年以降はクリスマス期間の前に開かれている。
また、2005年には震災復興関連の補助金拠出が終了。企業からの協賛金も減少した影響で、2005年と2006年には赤字を計上した。2007年からは、会期を12日間に短縮するとともに、会場内で「1人100円募金」を開始。来場者に対して、翌年の開催のための募金を呼び掛けている。さらに、会場内の特設ブース、神戸市役所、公式サイトで「神戸ルミナリエ公式グッズ」を販売するとともに、売上の一部を開催事業費に充当。2015年には、会期を10日間に短縮する一方で、クラウドファンディングによる期間限定の寄付プロジェクトを初めて実施した。
このように会期の短縮が相次いだことに加えて、イルミネーションやプロジェクションマッピングを利用したイベントや作品の展示・上映が日本各地で年々増えていることなどから、総来場者数は2004年をピークに減少基調で推移（詳細後述）。2015年には、「阪神・淡路大震災の記憶を後世に語り継ぐ」という基本姿勢を引き継ぎながらも、開催の趣旨を「復興」から「まちのさらなる魅力発信と神戸地域への集客」に変更した。2017年からは、総来場者数が再び増加へ転じている。
東北地方太平洋沖地震（東日本大震災）が発生した2011年以降は、関西電力からの節電要請、省エネ志向、経費削減の観点から、一部の作品にLED電球を採用。その一方で、鎮魂や復興の趣旨から温かみのある色を表現する目的で、2014年までは大半の作品に白熱電球が用いられていた。
2015年以降は、全ての作品にLED電球を使用していた。白熱電球のような温かみやぬくもりをLEDの光に持たせることは、LED電球の採用を始めて以来の課題であった。制作ディレクターのダニエル・モンテベルデには、この課題を解決すべく、発色の良いLEDをイタリアで選んだ後に輸入させるようになった。その結果、LEDの色合いは年を追うごとに進化している。25回目の開催になった2019年には、「開催の原点に立ち返る」との趣旨の下に、白熱電球の使用を一部の作品で特別に再開した。

### 新型コロナウイルス感染拡大の影響による中止

#### 2020年
2020年（令和2年）には、日本国内で年頭から新型コロナウイルス感染症（COVID-19）が流行していることを踏まえて、7月17日に開催の中止が発表された。電飾を製作する職人がイタリアから日本へ入国する目途が同月の時点で立っていないことに加えて、例年会場が混雑することを背景に、組織委員会が「開催の規模を縮小しても感染防止策の徹底は難しい」と判断したことによる。もっとも、組織委員会は、開催を予定していた12月4  - 13日に代替イベントを実施している。

##### 代替イベントの開催
代替イベント名は『光の装飾 ～想いをつなぐために～』で、以下の要項に沿って実施された。
- 会期は第26回神戸ルミナリエの開催を予定していた2020年（令和2年）12月4日から13日までの10日間で、会場を東遊園地に縮小。『カッサ・アルモニカ』（2005年にイタリアから神戸市へ寄贈されていた光の装飾作品）を東遊園地内のグラウンド、ルミナリエプロデューサーのモンテベルデと装飾作品を手掛けるイタリアの工房が共同で神戸市に寄贈した『希望のアーチ』（およそ6,800個のLED電球でハート形の装飾の中に市章を施した電飾アーチ）を「1.17希望の灯り」（阪神・淡路大震災メモリアルモニュメントの1つとして常設されているガス灯）に設置した[44]。また、会場近辺の街頭ビジョンで過去の祭典の映像を放映する。
  - 『カッサ・アルモニカ』の設営については、例年作業を担当する職人をイタリアから招聘できないことから、史上初めて日本人だけで担当。ただし、デザイナーのモンテベルデが作業を監督したほか、前述した職人も電話やオンラインで指示やアドバイスを送っていた。
- 全体の事業費は前年（2019年）の1/10（4,500万円以内）の規模で、開催に際しては協賛金を募らなかった。
- COVID-19への感染拡大を防止すべく、来場を呼び掛ける広報活動や、東遊園地近辺での交通規制・募金の呼び掛けなどを実施しなかった。「カッサ・アルモニカ」についても、点灯・消灯の時刻を特に定めず、観覧者には作品や他の観覧者から一定の距離を取ることを求めていた。

##### 特別番組『私とルミナリエ』
神戸市に本社のある独立局のサンテレビでは、第26回神戸ルミナリエの中止を受けて、過去25回のルミナリエに関する思い出のエピソードを「私と神戸ルミナリエ」という特設サイトで募集。寄せられたエピソードを基に、投稿者・関係者への取材映像、生前の太田敏郎へのインタビュー映像、過去25回分のダイジェスト映像を交えた30分間の特別番組を、上記サイトと同じタイトル（『私と神戸ルミナリエ』）で代替イベント最終日（12月13日）の19:00 - 19:30に放送した。
阪神・淡路大震災への被災を経て第1回を会場で鑑賞した戸田恵梨香（神戸市出身の女優）が、ナビゲーターとして出演。テレビ神奈川・テレビ熊本・TOKYO MX・三重テレビ・日本海テレビ・KBS京都でも、2020年内に順次放送した。

#### 2021年
日本国内で春先からCOVID-19のワクチン接種が始まっていたが、感染拡大の傾向が例年の開催時期（12月の初頭）までに収束することまでは見込めず、6月22日には開催の中止が発表された。中止が前年よりおよそ1ヶ月早く決まったのは、前年と同様の事情に加えて、イタリアへの資材発注の可否を判断する期限が間近に迫っていたことにもよる。
組織委員会では前年に続いて、開催を予定していた期間（12月3 - 12日）に小規模の代替イベント「神戸ルミナリエ presents『ロソーネ まちなかミュージアム』」を実施。過去のルミナリエでガレリアの最終地点に設置されていた『ロソーネ』（イタリア語で「バラの窓」を意味する左右対称で直径約3mの作品）9基を、イタリアから改めて空輸したうえで、東遊園地内の「慰霊と復興のモニュメント」付近をはじめ、三宮・元町エリアの7ヶ所に設置した。東遊園地では開催期間中にリニューアル工事を実施しているため、前年の代替イベント中に設置していた『カッサ・アルモニカ』の展示を見送る一方で、ルミナリエの歴史や過去の展示作品を振り返るパネルを、工事用の万能塀に設置。三宮・元町エリアの他の地点にも、一部のパネルを展示した。
また、一般財団法人神戸観光局との共同企画として、「Spot Tour」（スマートフォン向けのデジタル観光ガイドアプリ）を活用した非接触型のデジタルスタンプラリーを初めて開催。イベントの総事業費は前年と同じ規模（およそ4,500万円）で、兵庫県と神戸市が負担している。

#### 2022年
兵庫県内でCOVID-19が過去2年ほどには流行していないことから、組織委員会では3年振りの本格開催を視野に、イタリアから運ぶ資材の発注期限間際まで準備を進めてきた。しかし、冬場の感染状況を見通せるまでには至っていないため、3年連続の中止と代替イベントの開催を7月15日に発表した。
組織委員会では、2023年以降のルミナリエの再開を視野に、開催を計画していた期間（12月9 - 18日）に、「神戸ルミナリエ presents『カッサアルモニカ／音楽の宝箱』」を実施。過去2年の代替イベントから一転して、『カッサアルモニカ』を3年振りに園内へ設置した。『カッサアルモニカ』では、この名称がイタリア語で「音楽の家」を意味することにちなんで、「イベントステージ」として無料のコンサートなどに活用している。また、東遊園地内の「1.17 希望の灯り」の上に『希望のアーチ』、前年の代替イベントで展示されていた『ロソーネ』を、東遊園地・三井住友銀行神戸本部（旧太陽神戸銀行本店→太陽神戸三井銀行／さくら銀行神戸本部）ビル前広場（例年のルミナリエでは「ガレリア」の点灯式に使用）・会場に近い神戸朝日ビルと南京町に設置。会期中は、いずれの会場でも音楽を流している。なお、2018年のルミナリエでは毎年初日に三井住友銀行神戸本部ビル前広場で『フロントーネ』の点灯式を実施していたが、2022年はいずれの装飾でも再開を見送っている。

### 大幅な変更を伴った再開後の主な動き

#### 2023年度（2024年）
組織委員会では、感染症関連の国内法におけるCOVID-19の分類が2023年5月8日付で（季節性インフルエンザなどと同等の）「五類感染症」へ移行したことを踏まえて、ルミナリエを2023年度内に再開することを2023年7月24日に発表した。
再開に際しては、開催の時期を2024年の1月19日から28日までの10日間に定めた。組織委員会が休止前や代替行事より遅い時期（1月下旬）の開催へ踏み切った背景には、東遊園地で1月17日に「1・17のつどい」（震災犠牲者への追悼行事）が執り行われていることや、会場周辺の商店が年末（12月）の開催に伴う交通規制の影響で「年末商戦」を十分に展開できていないことが報道などで指摘されている。
さらに、組織委員会では光の装飾を設置する会場を旧居留地・東遊園地・メリケンパークの3ヶ所に設定。神戸ルミナリエでは初めて、会場の一部（メリケンパークの南東部）を有料観覧エリア（有料エリア）に充てたうえで、休止の前年（2019年）まで旧居留地に設けられていたガレリアを「有料エリア」に集約させた。このような集約に際しては、ガレリアを構成するアーチの数や高さを減らしたほか、例年の会期中は東遊園地の北東部（「マリーナ像」の近く）に設けている「神戸ルミナリエ希望の鐘」（募金箱を直下に配した鐘）も「有料エリア」内（ガレリアの奥）に移している。
「有料エリア」では、入場できる時間帯を「17:30 - 18:30」「18:30 - 19:30」「19:30 - 20:30」「20:30 - 21:00」に分けたうえで、時間帯別に入場券を販売。実際には個人向けの前売券（1枚500円）と団体向けの前売券（1人につき400円）を2023年11月20日（月曜日）から販売しているが、会期中は個人向けの当日券（1枚1,000円）も発売している。組織委員会は、メリケンパークに「有料エリア」を設けた目的に「時間帯ごとに入場者の上限を設けることによって、入場者に作品をゆっくりと鑑賞いただくとともに、開催の継続に向けた協力を依頼すること」を挙げていて、前売券の販売状況次第で当日券を販売しない可能性があることも示唆。ただし、小学生以下の児童に対しては、上記の入場券を持つ保護者が同伴することを条件に「有料エリア」へ無料で入場することを認めている。
再整備工事を経て2023年4月にリニューアルオープンを迎えていた東遊園地には、再開前と同じく『カッサ・アルモニカ』を配置。ただし、配置場所を「北側エリア」（リニューアル前のグラウンド）から「南側エリア」（「こうべ花時計」に面する南東角）へ変更したほか、募金箱を設けていた再開前と違って「音楽イベントのステージ」として活用している。
旧居留地エリアでは、前述した『ロソーネ』、休止前まで東遊園地に設置されていた『スパッリエーラ』（壁掛け式の円形電飾作品）、ツリーなどを三井住友銀行神戸本部ビル前の広場に展示。一部の作品は付近のビルの壁面や広場にも設置されているが、ガレリアと『フロントーネ』（ガレリアの入口に設置されていた電飾作品）をメリケンパークへ移設したことを受けて、会期中には交通規制を実施していない。
その一方で、拡張現実（AR）技術を応用した新たな試みとして、「幻のスパッリエーラ」と「どこでもルミナリエ」というスマートフォン向けのサービスを開始。いずれのサービスも、専用のQRコードをスマートフォンで読み込ませれば、新旧の展示作品をARで再現させた画像を見られるようになっている。「幻のスパッリエーラ」は会期中に「有料エリア」内だけで利用できるサービスで、入場時に入場者全員へ配布される「Thank youカード」の裏面に印刷されたQRコードからしか利用できない。一方の「どこでもルミナリエ」は、休止前の2017 - 2019年に展示されていた『ガレリア』をARの画像で再現。会期中であればメリケンパーク以外の会場（東遊園地や旧居留地）でも利用できるようになっていて、「バーチャル記念撮影」にも対応している。「Thank youカード」は休止前にも「100円募金」への協力者全員に配られていたが、再開を機に地元の飲食店と連携。「Thank youカード」を連携店で会期中に提示すれば、商品の割引特典や特別なサービスを受けられるようになっている。実際には、メリケンパーク会場の「有料エリア」へ入場する場合に配られるカードにも、他の会場で「100円募金」へ協力した場合に配られるカードにも、表面には同じ画像、情報、（連携店舗の詳しい情報を確認できる）QRコードが印刷されていた。
組織委員会によれば、会期中の総来場者数は約229万8,000人で、有料エリアには約15万人が入場。総来場者数については、開催の時期が異なる再開前のルミナリエと単純に比較する限り、歴代のルミナリエで最も少なかった。組織委員会では、「開催の時期を（第1回から一貫して定めてきた12月から）『観光の閑散期』（とされる1月）へ移したことに伴って、総来場者数が再開前（2019年）の7割弱にとどまることを想定していた」とのことで、2025年（第30回）の開催については「時期や会場などを変更した効果を確かめたうえで生かしたい」との意向を示していた。

#### 2024年度（2025年）
開催の期間を、2025年の1月24日（金曜日）から2月2日（日曜日）までの10日間に設定。前年（2024年）に続いてメリケンパーク内の一部を「有料エリア」に充てる一方で、開催期間中の夜間には、旧外国人居留地エリア・北野エリア・新港町エリア（神戸港の第一突堤近辺など）・神戸ハーバーランドエリア（ガス燈通り）で「連携ライトアップ」を実施する。さらに、神戸ルミナリエの思い出に関するメッセージや写真を、2024年11月1日から11月22日（いずれも金曜日）までの期間に一般から募集。この期間に寄せられたメッセージや写真の一部を、大丸神戸店（いずれも神戸市中央区）や神戸ルミナリエの公式サイトに掲出することを予定している。
組織委員会によれば、2025年の1月17日が阪神・淡路大震災の発災から30年目に当たることや、前年（2024年）に初めて設けた「有料エリア」が来場者に好評だったことを踏まえて、1月17日以降の時期から土・日曜日を2回ずつはさむ日程を組んだという。ちなみに、神戸ルミナリエが2月に開催されることは、休止前を含めても史上初めてである。
その一方で、1996年から東遊園地で毎年1月17日に執り行われている「阪神淡路大震災1.17のつどい」（震災関連の犠牲者に対する追悼行事）との連携企画を、当日に実施することが発表されている。

#### 2025年度（2026年）
2026年1月30日から2月8日に開催することを組織委員会が発表（2025年6月20日）。前年と同様に会場を分散し、有料エリアも設ける。

### 記録
メイン会場の来場者数、開催日数、テーマは以下のとおりである。
| 1995 | 1                          | 2,542,678                  | 14                         | 夢と光                                                                              |                                                                    |                                                                    |                                                                    |                                                                    |
| 1996 | 2                          | 3,855,665                  | 14                         | 讃歌－輝けるときを求めて                                                            |                                                                    |                                                                    |                                                                    |                                                                    |
| 1997 | 3                          | 4,732,346                  | 14                         | 大地の星たちに捧げる                                                                |                                                                    |                                                                    |                                                                    |                                                                    |
| 1998 | 4                          | 5,163,716                  | 14                         | 光の星空                                                                            |                                                                    |                                                                    |                                                                    |                                                                    |
| 1999 | 5                          | 5,157,573                  | 14                         | “Pure”（ピュア）な光の下で                                                          |                                                                    |                                                                    |                                                                    |                                                                    |
| 2000 | 6                          | 4,737,907                  | 14                         | 光の永遠（インフィニティー）                                                        |                                                                    |                                                                    |                                                                    |                                                                    |
| 2001 | 7                          | 5,190,000                  | 14                         | 光の願い                                                                            |                                                                    |                                                                    |                                                                    |                                                                    |
| 2002 | 8                          | 4,640,000                  | 14                         | 光のぬくもり                                                                        |                                                                    |                                                                    |                                                                    |                                                                    |
| 2003 | 9                          | 5,066,000                  | 14                         | 光の地平線                                                                          |                                                                    |                                                                    |                                                                    |                                                                    |
| 2004 | 10                         | 5,383,000                  | 14                         | 神戸、光の都                                                                        |                                                                    |                                                                    |                                                                    |                                                                    |
| 2005 | 11                         | 4,358,000                  | 14                         | 光の第二章                                                                          |                                                                    |                                                                    |                                                                    |                                                                    |
| 2006 | 12                         | 4,650,000                  | 14                         | 空の魅惑                                                                            |                                                                    |                                                                    |                                                                    |                                                                    |
| 2007 | 13                         | 4,043,000                  | 12                         | 光の紀元                                                                            | [ 54 ]                                                             |                                                                    |                                                                    |                                                                    |
| 2008 | 14                         | 3,755,000                  | 12                         | 光のインフィニート                                                                  |                                                                    |                                                                    |                                                                    |                                                                    |
| 2009 | 15                         | 3,650,000                  | 12                         | 光の抱擁                                                                            |                                                                    |                                                                    |                                                                    |                                                                    |
| 2010 | 16                         | 3,434,000                  | 12                         | 光の心情                                                                            | [ 55 ]                                                             |                                                                    |                                                                    |                                                                    |
| 2011 | 17                         | 3,421,000                  | 12                         | 希望の光                                                                            |                                                                    |                                                                    |                                                                    |                                                                    |
| 2012 | 18                         | 3,401,000                  | 12                         | 光の絆                                                                              |                                                                    |                                                                    |                                                                    |                                                                    |
| 2013 | 19                         | 3,541,000                  | 12                         | 光の記憶                                                                            |                                                                    |                                                                    |                                                                    |                                                                    |
| 2014 | 20                         | 3,444,000                  | 12                         | 神戸 夢と光                                                                         |                                                                    |                                                                    |                                                                    |                                                                    |
| 2015 | 21                         | 3,256,000                  | 10                         | 心の中の神戸                                                                        | [ 56 ]                                                             |                                                                    |                                                                    |                                                                    |
| 2016 | 22                         | 3,253,000                  | 10                         | 光の叙情詩                                                                          |                                                                    |                                                                    |                                                                    |                                                                    |
| 2017 | 23                         | 3,396,000                  | 10                         | 未来への眼差し                                                                      |                                                                    |                                                                    |                                                                    |                                                                    |
| 2018 | 24                         | 3,426,000                  | 10                         | 共に創ろう、新しい幸せの光を（Luci di felicita）                                    |                                                                    |                                                                    |                                                                    |                                                                    |
| 2019 | 25                         | 3,469,000                  | 10                         | 希望の光に導かれて、25年                                                            |                                                                    |                                                                    |                                                                    |                                                                    |
| 2020 | 26                         | 集計せず                   | 10                         | 光の装飾 ～想いをつなぐために～                                                     | 中止（代替イベントを東遊園地で開催）                               | 中止（代替イベントを東遊園地で開催）                               | 中止（代替イベントを東遊園地で開催）                               | 中止（代替イベントを東遊園地で開催）                               |
| 2021 | 27                         | 集計せず                   | 10                         | 夢灯す、光の彫刻                                                                    | 中止（代替イベントとして 「ロソーネ まちなかミュージアム」を開催） | 中止（代替イベントとして 「ロソーネ まちなかミュージアム」を開催） | 中止（代替イベントとして 「ロソーネ まちなかミュージアム」を開催） | 中止（代替イベントとして 「ロソーネ まちなかミュージアム」を開催） |
| 2022 | 28                         | 集計せず                   | 10                         | （未発表）                                                                          | 中止（代替イベントとして 「カッサアルモニカ／音楽の宝箱」を開催）  | 中止（代替イベントとして 「カッサアルモニカ／音楽の宝箱」を開催）  | 中止（代替イベントとして 「カッサアルモニカ／音楽の宝箱」を開催）  | 中止（代替イベントとして 「カッサアルモニカ／音楽の宝箱」を開催）  |
| 2023 | 開催時期の変更に伴って休止 | 開催時期の変更に伴って休止 | 開催時期の変更に伴って休止 | 開催時期の変更に伴って休止                                                          | 開催時期の変更に伴って休止                                         | 開催時期の変更に伴って休止                                         | 開催時期の変更に伴って休止                                         |                                                                    |
| 2024 | 29                         | 2,298,000                  | 10                         | 「神戸、未来に輝く光」 （Kobe, brillando verso il futuro）                          | メリケンパークを会場に追加                                         |                                                                    |                                                                    |                                                                    |
| 2025 | 30                         | 2,448,000                  | 10                         | 「30年の光、永遠に輝く希望」 （30 anni di luce, una speranza che brilla in eterno） |                                                                    |                                                                    |                                                                    |                                                                    |

註釈
- 2020年（令和2年）から2022年（令和4年）までは、代替イベントを便宜上「神戸ルミナリエ」とみなしたうえで、代替イベント名を開催テーマとして扱う。

## 募金宝くじ
1999年より、会場内では募金宝くじが発売されている。2001年まではいわゆるイベントくじで、受託銀行が通常の第一勧業銀行（当時）ではなく神戸市に本店を置く第二地方銀行のみなと銀行となっていたのが特徴であった。2002年以降は近畿宝くじに組み込まれたためみずほ銀行の受託となった。ただし、神戸市内を含む一般の宝くじ売り場で販売されているものはルミナリエへの募金にならない。

## ハートフルデー
このルミナリエの展示開催期間中は地元市民は基より国内外から多くの観光客が訪れるため、混雑が発生しやすい。そのため、障がい者、ハンディキャップを持つ人と介護・付き添いの人々に、ルミナリエのイルミネーションをゆっくりと鑑賞してもらおうという趣旨のもと、事前の試験点灯数日後に「ネスレ・ハートフルデー」と題したイベントが行われている。事前の予約や申し込みは必要無く、当日、障がい等の有無の確認も無いため、良識に委ねられている。
この「ハートフルデー」は、同じ神戸市を本部においているコーヒー飲料メーカーのネスレ日本株式会社が特別協賛し、同社のメセナ（企業社会貢献活動）の一環として、ネスレ社員が会場誘導・警備、並びに、鑑賞者にネスレ製品（ネスカフェシリーズ、ミロ、キットカット他）を振る舞う、ボランティア活動を行っている。